# Materne
Pour les articles homonymes, voir Materne (homonymie).
Pour l'entreprise belge créée en 1888, voir Materne Confilux.
Materne est une entreprise agroalimentaire française spécialisée dans la transformation du fruit créée en 1922 par le Belge Édouard Materne. L’entreprise fait partie du groupe Bel depuis 2016 à la suite de la prise de contrôle de Mom .
L’usine Materne est basée à Boué en Picardie, et le siège est situé à Dardilly, près de Lyon.
Aujourd’hui, Materne est spécialiste de la transformation du fruit sur différents marchés : les produits grand public, la restauration hors domicile et les métiers de bouche.
Materne est présente sur les marchés des compotes et des confitures et représente 20 % du marché des compotes en France.

## Historique
En 1881, la Confiturerie de la Thiérache voit le jour à Boué dans l’Aisne. En 1912, Lenzbourg ouvre parallèlement sa conserverie de fruits à Lyon, et, huit ans plus tard, son concurrent Lerebourg s’installe à Liverdun en Meurthe-et-Moselle. En 1922, M. Édouard Materne, confiturier belge, rachète l'usine de Boué. Il étend son activité commerciale vers Paris et le centre de la France pour devenir l'un des cinq premiers confituriers français.
En 1979 est lancée à Lyon par Lenzbourg la marque Confipote avec pour signature : "plus de fruits et moins de sucre". C’est en 1989 que le groupe Danone réunit ces trois sites français pour créer la société Materne-Fruibourg, spécialiste en transformation du fruit et cède Materne Confilux qui est déjà implanté en Belgique.
En 1994, le groupe Danone cède Materne France au groupe alimentaire britannique Hillsdown Holdings.
En 1998, la marque innove et crée Pom'Potes, la 1re gourde de compote, aujourd’hui, leader sur son marché.
En 2000, la confiturerie de Liverdun est fermée.
Materne va ensuite passer entre les mains de plusieurs fonds d'investissement en quelques années. En 2004, Materne est rachetée par Lion Capital LLP, revendue en 2006 à Activa Capital et intégrée au groupe MOM, aux côtés de la société Mont Blanc. En 2010, le groupe MOM est repris par LBO France. La marque décline le concept de gourdes pour enfants et l’adapte aux adultes en créant Ma Pause Fruit. En 2014, Materne lance les premières barres de fruits Ma Pause Fruit, ciblant les consommateurs adultes.
En 2016, le groupe MOM est acquis par les Fromageries Bel. Plus précisément, le groupe Bel devient actionnaire majoritaire du groupe Mom en détenant 65 % des actions.
En 2019, Materne est soupçonnée d'avoir joué un rôle central dans la construction d'une entente secrète avec d'autres acteurs du marché de la compote, surnommée « cartel de la compote », notamment afin de coordonner des hausses de prix. L'entreprise est sanctionnée par l'Autorité de la concurrence en décembre 2019.
En mai 2022,  le Groupe Bel devient l’unique actionnaire du groupe MOM, en acquérant la participation de 17 % qu'il ne détenait pas dans le groupe.

## Développement international
Au niveau international, Materne renomme ses gourdes de compote « GoGo Squeez ». Elles sont distribuées dans plusieurs pays en Europe, notamment en Espagne, ainsi qu’aux États-Unis, au Canada et au Mexique[réf. nécessaire].
Depuis 2007, Materne a renforcé son activité aux États-Unis. En 2011, Materne crée Materne North America en implantant ses bureaux à New York et son usine à Traverse City, dans le Michigan[réf. nécessaire].

## Marques
Materne distribue 4 marques de desserts de fruits en France[réf. nécessaire] :
- Materne : marque de compotes en coupelles
- Pom'Potes : marque de compotes en gourdes pour les enfants
- Ma Pause Fruit : marque de gourdes de compotes pour adultes et barres de fruit
- Confipote : marque de confitures allégées

Materne fabrique également des produits à marques de distributeurs[réf. nécessaire].